# Big City Nights (álbum)
Big City Nights es un álbum recopilatorio de la banda de hard rock y heavy metal Scorpions, publicado en 1998 por Universal Music International. Contiene canciones desde el álbum de 1980 Animal Magnetism hasta Face the Heat de 1993. A su vez contiene cuatro pistas en vivo: tres de ellas tomadas del disco en directo World Wide Live (1985) y una de Live Bites (1995).

## Lista de canciones
| N.º | Título                                | Escritor(es)                     | Duración |  |
| 1.  | «Big City Nights»                     | Schenker,Meine                   | 4:09     |  |
| 2.  | «Animal Magnetism»                    | Schenker,Meine,Rarebell          | 5:57     |  |
| 3.  | «Send Me an Angel»                    | Schenker,Meine                   | 4:33     |  |
| 4.  | «Rock You Like a Hurricane» (en vivo) | Schenker,Meine,Rarebell          | 4:13     |  |
| 5.  | «Still Loving You» (en vivo)          | Schenker,Meine                   | 5:49     |  |
| 6.  | «No One Like You» (en vivo)           | Schenker,Meine                   | 4:09     |  |
| 7.  | «Wind of Change» (en vivo)            | Meine                            | 5:45     |  |
| 8.  | «Kicks After Six»                     | Meine,Rarebell,Buchholz,Vallance | 3:49     |  |
| 9.  | «Rhythm of Love»                      | Schenker,Meine                   | 3:48     |  |
| 10. | «No Pain No Gain»                     | Schenker,Meine,Hudson            | 3:54     |  |
| 11. | «Can't Live Without You»              | Schenker,Meine                   | 3:45     |  |

Nota: la canción «No One Like You» fue incluida en versión en vivo en ciertas ediciones, mientras que en otras figura la versión de estudio.